# Вішньов
Вішньов (словац. Višňov) — село в окрузі Требішов Кошицького краю Словаччини. Площа села 4,76 км². Станом на 31 грудня 2016 року в селі проживало 227 жителів.
Розміщене в Східно-Словацькій низовині. Протікає Бачковський потік.

## Історія
Перші згадки про село датуються 1245 роком.

## Населення
| Рік:            | 1994. | 2004.   | 2014.   | 2024.   |
| --------------- | ----- | ------- | ------- | ------- |
| Кількість осіб: | 240   | 219     | 228     | 246     |
| Різниця:        |       | -8,75 % | +4,10 % | +7,89 % |

| Рік:            | 2023. | 2024.   |
| --------------- | ----- | ------- |
| Кількість осіб: | 242   | 246     |
| Різниця:        |       | +1,65 % |